# Tour sans Venin
La tour sans Venin représente le dernier vestige de l'ancien château de Pariset, du XIIIe siècle, dont les ruines se dressent sur la commune de Seyssinet-Pariset dans le département de l'Isère en région Auvergne-Rhône-Alpes. La tour est qualifiée comme faisant partie des sept merveilles du Dauphiné.

## Situation

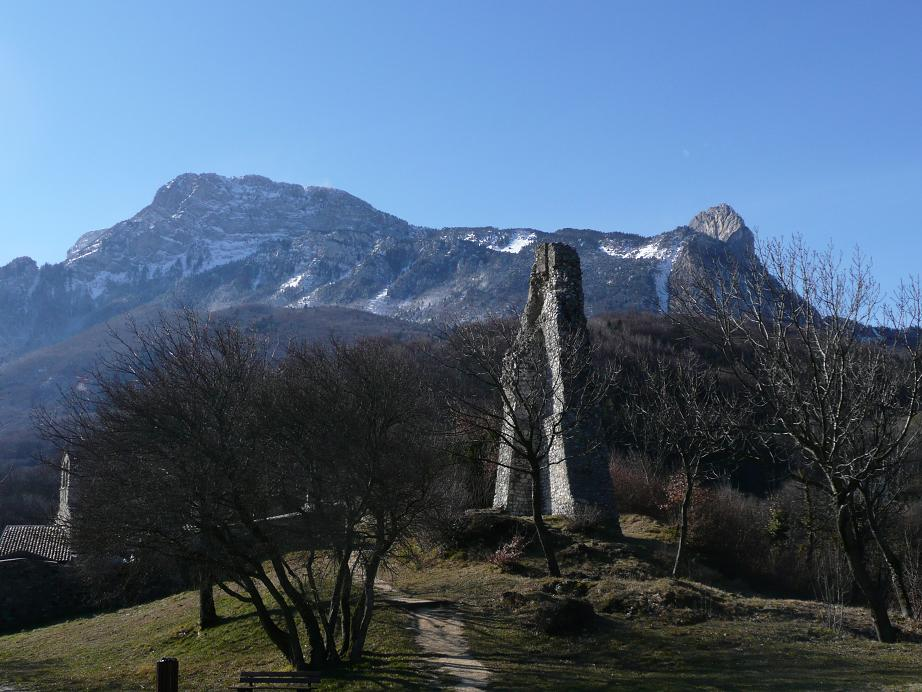
La tour et le Moucherotte

La tour sans Venin est située dans le département français de l'Isère sur la commune de Seyssinet-Pariset. Ses vestiges se dressent sur les hauteurs du bourg, sur une colline à 666 m d'altitude sur les contreforts du massif du Vercors, dominant de 450 m la ville de Grenoble.
À ses pieds, on découvre un panorama impressionnant sur les trois vallées de l'Isère et du Drac ainsi que le massif de la Chartreuse et la chaîne de Belledonne. Ce point culminant permet même d'apercevoir le Mont Blanc par temps clair.

## Histoire

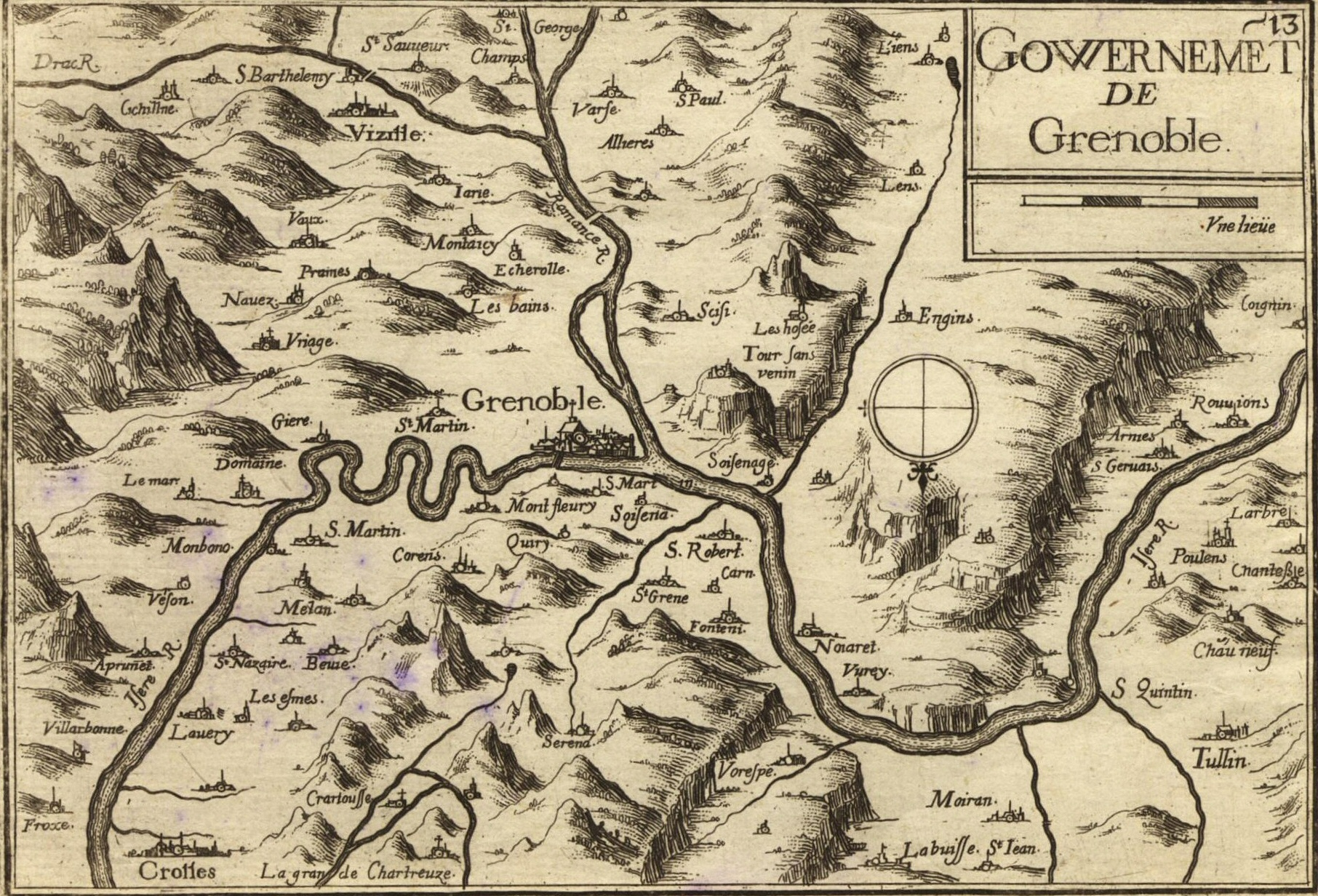
Gowernemet de Grenoble, carte par Tassin, vers 1638, sur laquelle la tour sans Venin est indiquée (la carte est orientée nord en bas).

La tour sans Venin, aujourd'hui ruinée, est le donjon de l'ancien château de Pariset dont l'origine remonte au XIIIe siècle. Le château est lors de l'enquête de 1339 la possession des dauphins de Viennois.
Le peu de témoignages relatifs à ce lieu millénaire n'autorise que des hypothèses quant à l'histoire de cette tour, dont seul est clairement visible un angle de ce que beaucoup de médiévistes attribuent au donjon. Avec un peu d'attention et d'imagination, il est possible de voir les traces des courtines, d'une tour ronde et de l'emplacement d'une citerne.
Bien que la tour n'ait pas d'archive importante, ses seigneurs ont été cités dans de nombreux textes dont un procès « territorial » avec celui de Sassenage, puis un acte de « propriété du Dauphin ».

## Monuments et édifices

### Chapelle de la tour sans Venin
Une petite chapelle romane dite « Notre-Dame de Pariset », datée du XIIIe siècle, présentant une toiture couverte de tuiles canal est située pied de l'ancienne tour.

### Émetteur de la tour sans Venin
Le site accueille l'émetteur de télécommunication « Grenoble 2 - La tour sans Venin » de la région grenobloise. Les opérateurs concernés sont TDF (TV et radios FM), Towercast (TV), Free (téléphonie) et EDF.

### Télévision

#### Télévision analogique
Sur Grenoble et la région Alpes, la télévision analogique s'est arrêtée le 20 septembre 2011. Canal+ a cessé d'émettre en analogique le 22 septembre 2010.
| Chaîne                                        | Canal | Puissance (PAR) |
| --------------------------------------------- | ----- | --------------- |
| TF1                                           | 25H   | 600 W           |
| France 2                                      | 28H   | 600 W           |
| France 3 Grenoble                             | 22H   | 600 W           |
| Canal+                                        | 9H    | 280 W           |
| France 5 (de 3 h à 19 h) Arte (de 19 h à 3 h) | 59H   | 600 W           |
| M6                                            | 62H   | 600 W           |
| TéléGrenoble Isère                            | 65H   | 600 W           |

Source : "Liste des anciens émetteurs de télévision français" (fichier PDF)

#### Télévision numérique
L'émetteur de la tour sans Venin diffuse les multiplex de la TNT sur les mêmes fréquences que celles utilisées par l'émetteur de la Croix de Chamrousse, mais avec une puissance bien inférieure.
| Multiplex | LCN              | Chaînes                                                          | Canal | Puissance (PAR) | Diffuseur |
| --------- | ---------------- | ---------------------------------------------------------------- | ----- | --------------- | --------- |
| R1        | 2 3 14 27 38     | France 2 France 3 Alpes France 4 France Info TéléGrenoble        | 31H   | 120 W           | Towercast |
| R2        | 8 15 16 17 18    | C8 BFM TV CNews CStar Gulli                                      | 21H   | 155 W           | Towercast |
| R3        | 4 26 41 42 43 45 | Canal+ LCI Paris Première Canal+ Sport Canal+ Cinéma(s) Planète+ | 27H   | 120 W           | TDF       |
| R4        | 5 6 7 9 22       | France 5 M6 Arte W9 6ter                                         | 25H   | 135 W           | Towercast |
| R6        | 1 10 11 12 13    | TF1 TMC TFX NRJ 12 LCP                                           | 22H   | 155 W           | Towercast |
| R7        | 20 21 23 24 25   | TF1 Séries Films L'Équipe RMC Story RMC Découverte Chérie 25     | 28H   | 155 W           | Towercast |

Source : Émetteurs TNT dans l'Isère sur le forum de tvnt.net (consulté le 12 avril 2017).

### Radio FM
| Fréquence | Station                      | Catégorie      | Puissance | RDS (PS) |
| --------- | ---------------------------- | -------------- | --------- | -------- |
| 89.4      | Virage Radio Dauphiné Savoie | C              | 1 kW      | _VIRAGE_ |
| 89.9      | France Inter                 | Radio publique | 1,2 kW    | __INTER_ |
| 91.2      | Virgin Radio Grenoble        | C              | 1 kW      | _VIRGIN_ |
| 92.8      | France Culture               | Radio publique | 1,2 kW    | _CULTURE |
| 93.7      | RTL2                         | D              | 1 kW      | __RTL2__ |
| 96.6      | Phare FM Grenoble            | A              | 1 kW      | PHARE_FM |
| 97.4      | RTL                          | E              | 1 kW      | __RTL___ |
| 98.2      | France Bleu Isère            | Radio publique | 1 kW      | BLEU.ISE |
| 98.8      | Fun Radio                    | D              | 1 kW      | __F_U_N_ |
| 100.8     | BFM Business                 | D              | 1 kW      | __BFM___ |
| 101.6     | Alpes 1 Grenoble             | B              | 1 kW      | ALPES_1_ |
| 102.4     | Radio Classique              | D              | 1 kW      | CLASSIQ_ |
| 103.7     | RCF Isère                    | A              | 1 kW      | __RCF___ |
| 104.6     | Europe 1                     | E              | 1 kW      | EUROPE_1 |
| 106.9     | M Radio                      | D              | 1 kW      | M_RADIO_ |
| 107.3     | France Musique               | Radio publique | 1,2 kW    | MUSIQUE_ |

Sources :
- Les radios de Grenoble sur annuaireradio.fr (consulté le 12 avril 2017)
- Mixture.fr (rentrer "Grenoble" dans "Liste des radios FM/DAB+ actuelles") (consulté le 12 avril 2017)

### Téléphonie mobile
| Opérateur        | 2G  | 3G  | 4G  | FH  |
| ---------------- | --- | --- | --- | --- |
| SFR              | Non | Non | Non | Oui |
| Bouygues Telecom | Non | Non | Non | Oui |
| Free             | Non | Oui | Oui | Oui |

Source : Situation géographique du site sur cartoradio.fr (consulté le 12 avril 2017).

### Autres transmissions
- EDF : COM TER
- TDF : Faisceau hertzien

Source : Situation géographique du site sur cartoradio.fr (consulté le 12 avril 2017).

### Photos du site
- Annuaireradio.fr (consulté le 12 avril 2017).
- Galerie de photos du site tvignaud. (consulté le 12 avril 2017).

## La tour sans Venin dans les arts et la littérature

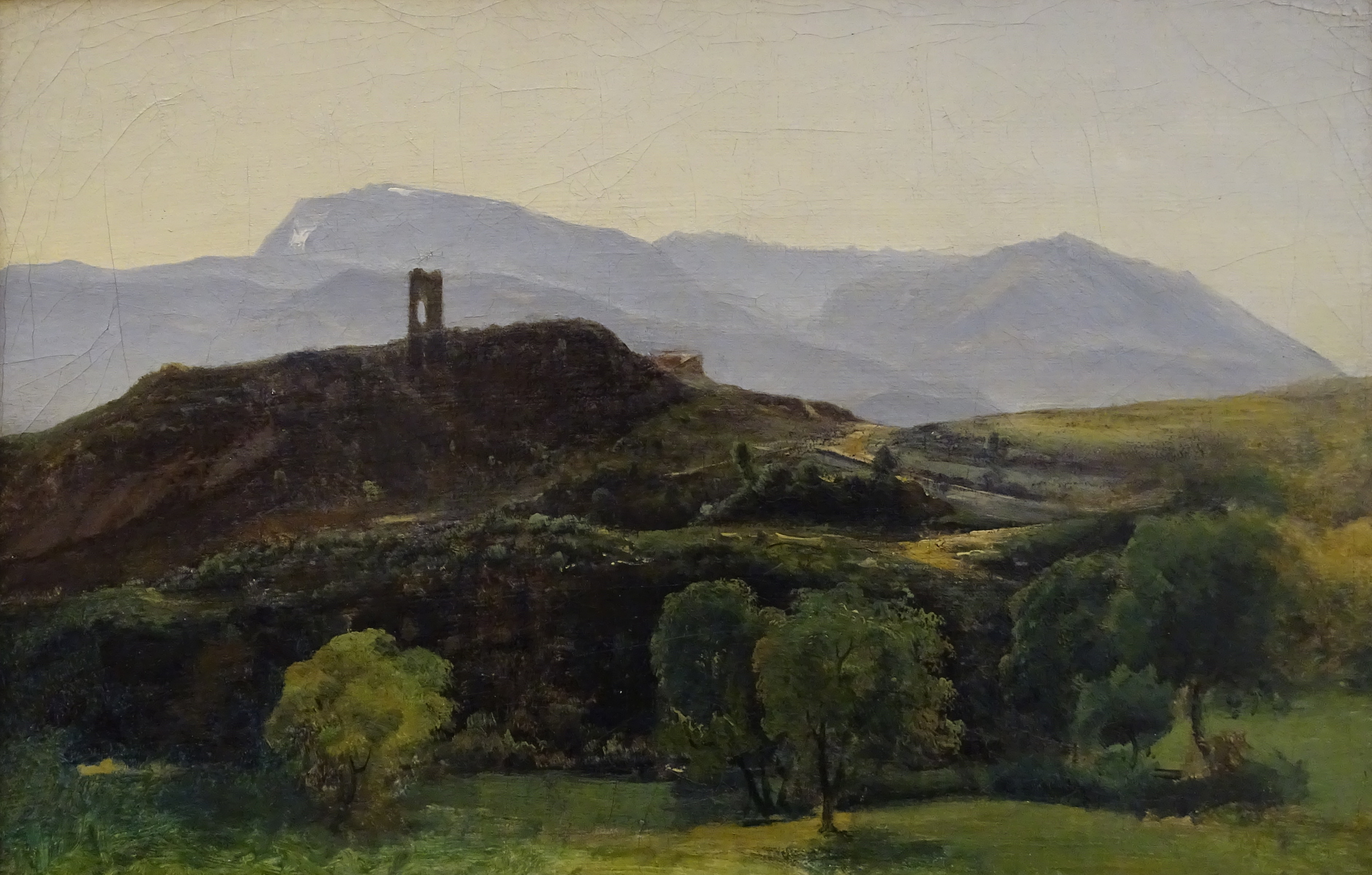
La tour sans Venin, par Jean Achard (1843)

De nombreuses légendes tentent d'expliquer le nom de cette tour, bien qu'aucune ne soit vérifiable :
- aucun serpent ne pouvait s'approcher près du château ou y vivre ;
- la terre de cet endroit guérissait des morsures de serpent ;
- le seigneur de Pariset, revenant de croisade, rapporta un sac de terre ramassé auprès du Saint-Sépulcre. Le répandant autour du château, il débarrassa l'endroit des reptiles venimeux qui l'infestaient ;
- Roland, le neveu de Charlemagne y aurait répandu un sac de terre de Paris, répulsif pour bêtes rampantes ;
- un temple fut élevé à la déesse Isis (déesse qui protégeait dit-on des serpents) ;
- présence de la vipérine, plante qui poussait sur ce rocher ;
- « Sans Venin » marque la volonté de paix de la ville ;
- l'ancien nom serait « Tour Saint-Véran », le nom de ce saint ayant évolué en « Vérin ». Dans le dialecte francoprovençal, San Verin serait devenu « sans Venin ». Cette hypothèse fut combattue au XIXe siècle au prétexte que la chapelle voisine fut de tout temps dédiée à la Vierge. Cependant, rien n’empêche que la tour elle-même ait pu être consacrée à ce saint.